# Миссии НАСА по операциям в экстремальной окружающей среде
Миссии НАСА по операциям в экстремальной окружающей среде (англ. NASA Extreme Environment Mission Operation, сокращённо NEEMO) — программа НАСА, основная цель которой изучение человеческого организма при нахождении в экстремальных условиях подводной лаборатории «Aquarius». Результаты программы используются в пилотируемой космонавтике.
Aquarius (анг. - «Водолей») представляет собой подводную биологическую лабораторию длительного обитания которая располагается неподалёку от Ки Ларго (Флорида) в национальном морском заповеднике Флорида Киз. Он находится в собственности Национального управления по исследованию океанов и атмосферы и используется Национальным подводным исследовательским центром (NURC) при университете Северной Каролины в Вилмингтоне в качестве исследовательской базы для морских биологов. Aquarius расположен на глубине около 19 метров (~62 футов).
С 2001 года НАСА использовало эту лабораторию для ряда экспедиций продолжительностью от 10 до 14 дней, в ходе которых астронавты и другие сотрудники НАСА проводили эксперименты. Члены экипажа лаборатории Aquarius называются акванавтами. Акванавты получают среду схожую с проживанием на орбитальной станции, под водой они отрабатывают в числе прочего, выходы в открытый космос. Некоторые экипажи проживали в подводной лаборатории до трёх недель.

## Миссии
| Миссия                                                                     | Период                        | Акванавты NASA | Экипаж поддержки Aquarius                                          | Фото |
| -------------------------------------------------------------------------- | ----------------------------- | --- | ------------------------------------------------------------------ | ---- |
| NEEMO-1                                                                    | 2001 год, 21-27 октября       | - Билл Тодд, командир - Майкл Гернхардт - Майкл Лопес-Алегриа - Уильямс, Давид Рис, ККА | - Марк Хальсберк - Раян Сноу                                       |      |
| NEEMO-2                                                                    | 2002 год, 13-20 мая           | - Майкл Финк, командир - Дэниел Тани - Сунита Уильямс - Марк Рейган | - Тор Дунмир - Раян Сноу                                           |      |
| NEEMO-3                                                                    | 2002 год, 15-21 июля          | - Джеффри Уильямс, командир - Грегори Шамитофф - Джон Оливас - Джонатан Дори | - Байрон Крокер - Майкл Смит                                       |      |
| NEEMO-4                                                                    | 2002 год, 23-27 сентября      | - Скотт Келли, командир - Пол Хилл - Рекс Уолхайм - Джессика Меир | - Джеймс Таласек - Раян Сноу                                       |      |
| NEEMO-5                                                                    | 2003 год, 16-29 июня          | - Пегги Уитсон, командир - Клейтон Андерсон - Гарретт Райзман - Эмма Хван | - Джеймс Таласек - Раян Сноу                                       |      |
| NEEMO-6                                                                    | 2004 год, 12-21 июля          | - Джон Херрингтон, командир - Николас Патрик - Даглас Уилок - Тара Рэттли - Марк Рейган, руководитель миссии | - Крейг Б. Купер - Джозеф Марч - Марк Рейган, руководитель         |      |
| NEEMO-7                                                                    | 2004 год, 11-21 октября       | - Роберт Тёрск, командир - Катерина Коулман - Майкл Барратт - Крейг Мак-Кинли - Билл Тодд, руководитель миссии | - Джеймс Таласек - Билли Кукси - Билл Тодд, руководитель           |      |
| NEEMO-8                                                                    | 2005 год, 20-22 апреля        | - Майкл Гернхардт, командир - Джон Оливас - Скотт Келли - Моника Шульц | - Крейг Купер - Джо Марч - Билл Тодд, руководитель                 |      |
| NEEMO-9                                                                    | 2006 год, 3-20 апреля         | - Уильямс, Давид Рис, командир - Николь Стотт - Рональд Гаран - Тим Бродерик, руководитель миссии | - Джим Бакли (Jim Buckley) - Росс Хейн - Марк Рейган, руководитель |      |
| NEEMO-10                                                                   | 2006 год, 22-28 июля          | - Коити Ваката, командир - Эндрю Фьюстел - Карен Найберг - Карен Коханович | - Марк Хальсберк - Доминик Ландучи - Марк Рейган, руководитель     |      |
| NEEMO-11                                                                   | 2006 год, 16-27 сентября      | - Сандра Магнус, командир - Тимоти Копра - Роберт Бенкен - Тимоти Джон | - Ларри Уорд - Роджер Гарсия - Марк Рейган, руководитель           |      |
| NEEMO-12                                                                   | 2007 год, 7-18 мая            | - Марта Стефанишин-Пайпер, командир - Хосе Эрнандес - Джозеф Шмидт, руководитель миссии - Тим Бродерик, руководитель миссии | - Доменик Ландучи - Джеймс Таласек - Марк Рейган, руководитель     |      |
| NEEMO-13                                                                   | 2007 год, 6-15 августа        | - Николас Патрик, командир - Ричард Арнольд - Сатоси Фурукава - Кристофер Герти | - Джим Бакли - Ларри Уорд - Марк Рейган, руководитель              |      |
| NEEMO-14                                                                   | 2010 год, 10-23 мая           | - Кристофер Хэдфилд, командир - Томас Маршбёрн - Андрю Аберкромби - Стив Чаппел | - Джеймс Таласек - Нейт Бендер - Билл Тодд, руководитель           |      |
| NEEMO-15                                                                   | 2011 год, 17-30 октября       | - Шеннон Уокер, командир - Ониси Такуя - Давид Сен-Жак - Стивен Скваерс Экипаж аппарата DeepWorker 2000: - Стэнли Лав - Ричард Арнольд - Майкл Гернхардт                                                                        | - Джеймс Таласек - Нейт Бендер                                     |      |
| NEEMO-16                                                                   | 2012 год, 11-22 июня          | - Дороти Меткалф-Линденбургер, командир - Кимия Юи - Тимоти Пик - Стив Скваерс Экипаж аппарата DeepWorker 2000: - Стэнли Лав - Стив Гиддингс - Серина М. Ауньон - Билл Тодд - Майкл Гернхардт - Эндрю Аберкромби - Стив Чаппелл | - Джеймс Таласек - Джастин Браун                                   |      |
| SEATEST II (Space Environment Analog for Testing EVA Systems and Training) | 2013 год, 9-13 сентября       | - Джозеф Акаба - Кэтлин Рубинс - Андреас Могенсен - Соити Ногути - Тома Песке | - Марк Хальсберк - Отто Руттен                                     |      |
| NEEMO-18                                                                   | 2014 год, 21-29 июля          | - Акихико Хосидэ - Джанетт Эппс - Марк Ванде Хай - Тома Песке | - Хэнк Старк (ФМУ)                                                 |      |
| NEEMO-19                                                                   | 2014 год, 7-13 сентября       | - Рэндолф Брезник - Андреас Могенсен - Джереми Хансен - Эрве Стивенин | - Марк Хальсберк - Ryan LaPete                                     |      |
| 'NEEMO-20                                                                  | 2015 год, 20 июля — 2 августа | - Лука Пармитано - Серина Ауньон - Дэвид Коан - Норишиге Канаи | - Марк Хальсберк - Шон Мур                                         |      |
| NEEMO-21                                                                   | 2016 год, 21 июля — 5 августа | - Матиас Маурер - Марк О'Гри - Меган МакАртур, командир-2 - Грегори Уайсмен - Дон Кернагис - Ноэль дю Туа | - Хэнк Старк - Шон Мур                                             |      |
| NEEMO-22                                                                   | 2017 год, 18-27 июня          | - Педро Дуке - Челл Линдгрен - Тревор Графф - Доминик д’Агостино | - Марк Хальсберк - Шон Мур                                         |      |